# Pakemitan (Ciawi)
Pakemitan is een bestuurslaag in het regentschap Tasikmalaya van de provincie West-Java, Indonesië. Pakemitan telt 5884 inwoners (volkstelling 2010).